# 大谷ダム (富山県)
大谷ダム（おおたにダム）は、富山県黒部市、二級河川・黒瀬川水系大谷川上流部に建設されたアースダムである。

## 概要
大谷川では1982年と1985年の豪雨で河岸が決壊するなど大きな被害が発生していたため、富山県は防災のため1988年度から大谷川総合開発事業を開始した。1998年2月16日に堤体工事終了に伴う湛水式を行い、同年9月4日に完成式が行われた（その後1999年度までに周辺整備を行い、展望台や広場を設置する）。総工費は約80億円。
型式はアースダムで、ダムの基礎地盤に扇状地堆積物の砂礫層を使用している（止水のため、コアブランケットにより対処）。消流雪用水を目的とする日本でも数例しかないダムの一つでもあるほか、堤体下流面が直接には全く見えない珍しいダムでもある。
また、周囲に適当な土捨場用地がなかったため、土捨場を堤体下流面全体に接して設け、その結果出来た緩やかな勾配のスペースを利用してコミュニティーゾーンとして公園化している（ラジコン用サーキットも完備）。